# 精舎

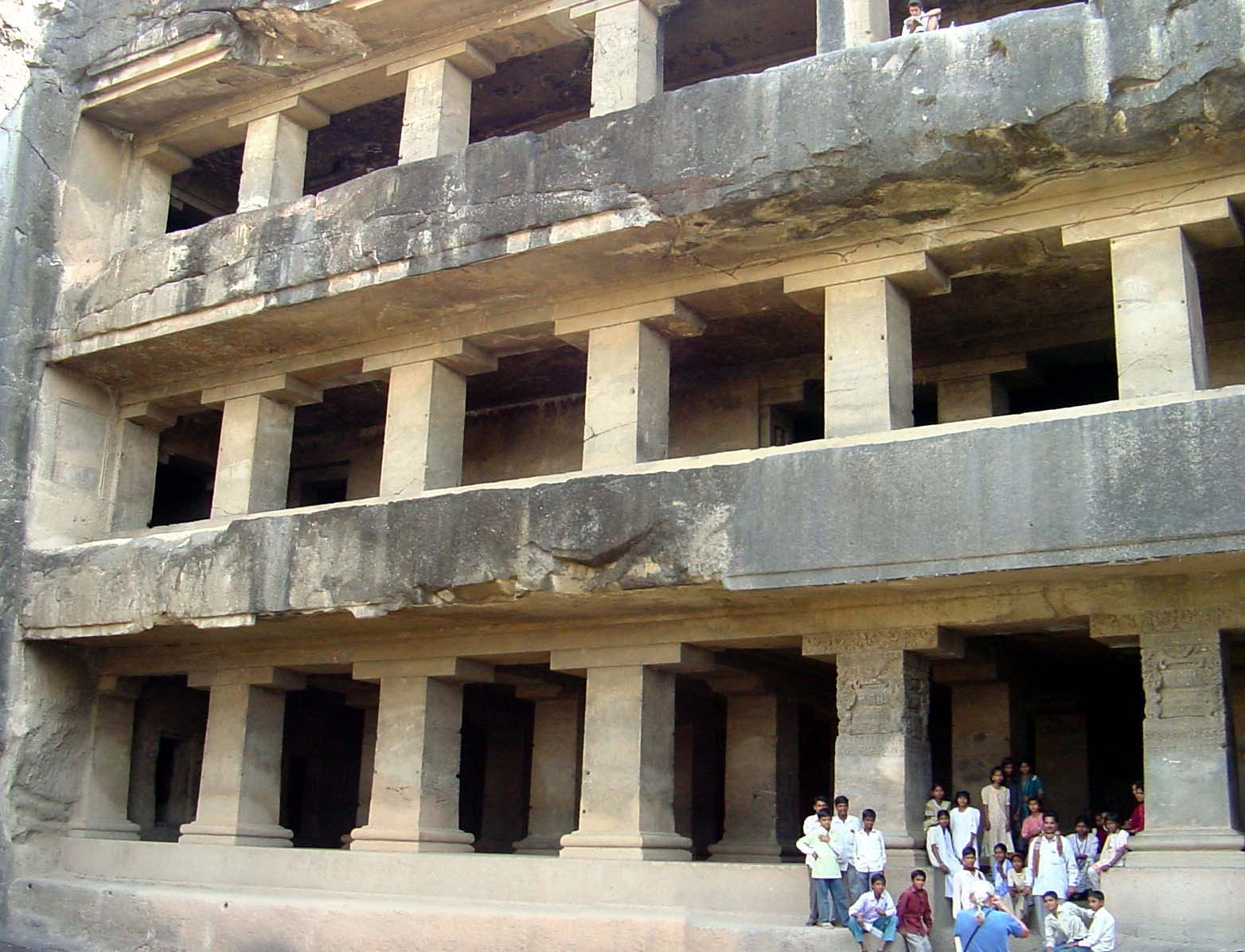
エローラ石窟群（世界遺産）

精舎（しょうじゃ、विहार、Vihāra、ヴィハーラ、ビハーラ）とは、仏教の比丘（出家修行者）が住する修道施設、寺院、僧院のこと、また、その異名。
精舎とは、精行者の所居なるをいい、精妙の謂ではないとされる。また平たく言えば、精進する者たちの舎宅を意味し、立派な建物を意味するのではないとされる。
釈迦在世の主な精舎として天竺五精舎（てんじくごしょうじゃ）と言われるが、その一覧は所説あり確定していない。大蔵法数には以下が挙げられている。
1. 祇園精舎（ぎおんしょうじゃ）
2. 竹林精舎（ちくりんしょうじゃ）
3. 大林精舎（重閣講堂、彌猴池精舎）
4. 霊鷲精舎（りょうじゅしょうじゃ）
5. 菴羅樹園精舎（あんらじゅおんしょうじゃ）

## ビハーラ
近年、各地の寺院などが、仏教精神を元に幼稚園や介護ケアサービスを行う施設、またターミナルケア（仏教版ホスピス）を有し、これをビハーラと呼ぶ場合がある。これについてはビハーラ (医療)を参照。

## マハーヴィハーラ
マハーヴィハーラ（Mahāvihāra）とは「偉大なヴィハーラ」「大僧院」との意味。以下などの大規模な僧院を指して使われることもある。
- ナーランダ大僧院（Nalanda Mahavihara）- インド、世界遺産
- ヴィクラマシーラ僧院 - インド
- オーダンティプラ僧院 (en) - インド
- ソーマプラ僧院 - バングラデシュ、世界遺産
- ラトナギリ僧院（英語版） - インド
- アヌラーダプラ・マハーヴィハーラ - スリランカ